# الحد (تعز)
الحد هي إحدى قرى جمهورية اليمن. وهي تتبع جغرافيًا لمحافظة تعز. وإداريًا لمديرية موزع. يبلغ تعداد سكانها 2402 نسمة حسب الإحصاء الذي جرى عام 2004.